# Arimasa Mori
Arimasa Mori (Tokio, 1911-París, 1976) fue un profesor, escritor y filósofo japonés.

## Biografía
Desde los seis años se educó en lengua francesa, aprendiendo posteriormente latín.
Realizó sus estudios en la Universidad de Toquio, especializándose en literatura francesa y hasta los 39 años se dedicó a la enseñanza universitaria en esa misma universidad. En 1943 publicó su primer trabajo sobre filosofía occidental, titulado De Descartes a Pascal. Sus siguientes dos trabajos también versaron sobre estos mismos filósofos: El método de Pascal y Estudios sobre Descartes. En 1949 amplió su campo de estudios con la publicación de Notas sobre Dostoievski.
En 1950 marchó a Francia con una beca del gobierno galo. Allí se dedicó al estudio del existencialismo. Publicó ensayos sobre Jean-Paul Sartre, Jean Wahl -quien fue su profesor- y Edmund Husserl, y también estudió a Montaigne y Calvino.
Desde 1955 fue profesor de japonés de la Escuela Nacional de Lenguas Orientales Vivas de Francia. En 1971 fue nombrado profesor asociado del Instituto Nacional de Lenguas y Civilización Orientales, dependiente de la Sorbona.
También realizó traducciones de autores japoneses al francés y hasta julio de 1976 dirigió la Casa de Japón en la Ciudad Universitaria de París.

## Estilo
Tras su traslado a Francia comenzó a utilizar un estilo más informal, en forma de diarios y cartas en los que deja constancia de sus reflexiones. De esta forma escribió un conjunto de obras sin precedentes en la tradición japonesa: Babiron no nagare no hotori ni te (Sobre los ríos de Babilonia, 1957), Jōmon no katawara ni te (A las puertas de la ciudadela, 1963), Harukana Nōtoru-Damu (A lo lejos, Notre-Dame, 1967), Sabaku ni mukatte (Hacia el desierto, 1969), Kigi wu hikari wo abite (Árboles bañados de luz, 1972). En 1974 publicó, también en japonés, Cartas de París.
No se trata de unos diarios ortodoxos, pues la cronología no sigue un orden lógico. El pensamiento crítico se manifiesta en frases breves, de carácter factual o abstracto.